# Hypolithus
Hypolithus là một chi bọ cánh cứng trong họ 
Elateridae.
Chi này được miêu tả khoa học năm 1829 bởi Eschscholtz.

## Các loài
Các loài trong chi này gồm:
- Hypolithus convexuni (Miwa, 1928)
- Hypolithus littoralis Eschscholtz, 1829
- Hypolithus riparius (Fabricius, 1792)
- Hypolithus signatipennis Fairmaire, 1901
- Hypolithus variabilis Laurent, 1974
- Hypolithus yakikoanus Kishii, 1986